# Koichi Nakano
Koichi Nakano (中野 浩一 Nakano Kōichi; Kurume, 14 november 1955) is een voormalig Japans baanwielrenner.
Nakano werd tien maal achtereenvolgend Wereldkampioen sprint, van 1977 tot en met 1986, een prestatie die niemand in deze discipline voor of na hem leverde. Hij was ook succesvol in het Keirin-circuit.
- CiNii: DA10207446
- Gemeinsame Normdatei: 140533710
- Bibliotheek van het Japanse parlement: 00125860
- Virtual International Authority File: 267700768
- WorldCat: E39PBJppCcx6VjfMwWMGv6DH4q